# Kamakou
Il Kamakou (pron. AFI [kəməˈkow]) è una montagna alta 1512 m sita nelle Hawaii, principale rilievo dell'isola di Molokai. Come il resto dei rilievi hawaiani, originariamente era un vulcano a scudo, ma in seguito pare essersi acquietato. Data la grande biodiversità dell'isola, il monte Kamakou ospita una riserva naturale.

## Geografia
Il monte Kamakou occupa quasi per intero la parte orientale dell'isola di Molokai, costituendo quindi il suo principale rilievo e contribuendo a rendere tale zona isolata e difficilmente accessibile, mantenendone quindi l'unicità e soprattutto gli habitat caratteristici.

## Riserva naturale
La riserva naturale di Kamakou (Kamakou Preserve) fu stabilita nel 1983. La riserva, larga circa 11 km² (2774 acri), è raggiungibile tramite sentieri percorribili a piedi o in fuoristrada. Ospita numerose specie floristiche e faunistiche rare e uniche di Molokai, ad esempio uccelli come il tordo di Lanai e il kākāwahie e piante come la lehua e la Grevillea.
La riserva comprende anche la palude di Pēpē'opae, principale ristagno d'acqua dell'isola. La foresta pluviale un tempo caratteristica di Molokai è nella riserva per la maggior parte intatta, e può essere attraversata percorrendo alcune piste. La riserva è circondata da recinzioni e staccionate, atte a tenere lontane specie invasive come capre e maiali che si sono dimostrate dannose per la conservazione ambientale hawaiana.
Le autorità della riserva permettono di effettuare escursioni guidate sul Kamakou solo una volta al mese da aprile a ottobre. Alcuni sentieri del Kamakou conducono verso la remota contea di Kalawao, dove tuttavia non è permesso entrare senza autorizzazione delle autorità locali.